# Puente de Fumo
El puente de Fumo es un antiguo puente medieval, probablemente construido alrededor del año 1040, como se refiere en el fuero de Fernando I de León a la villa de Paredes da Beira. En concreto se dice: in Tavara ad ponte de Fumo. Se localiza entre Távora y Tabuaço, sobre el río Távora, poco antes de la confluencia con el arroyo de Quintã, y próximo de las Quintas de Aveleira y del Convento de San Pedro de las Águilas.
Construido en granito, probablemente es reconstrucción medieval de un puente anterior, de origen romano, en una vía secundaria.